# SUPER SHOW 10
《SUPER JUNIOR 20th Anniversary TOUR - SUPER SHOW 10》은 그룹 슈퍼주니어의 데뷔 20주년을 기념하는 11번째 콘서트 투어이다. 팬덤 내에서는 10번째 슈퍼쇼라는 의미에서의 십퍼쇼로 약칭하기도 한다.

## 개요
2025년 5월 30일, SM 엔터테인먼트는 슈퍼주니어의 20주년을 기념하는 정규 12집 발표 일정 공개에 앞서 공식 X와 유튜브를 통해 〈SUPER SHOW SPIN-OFF : Halftime〉의 엔딩 VCR을 게재함과 동시에 해당 투어 개최를 공식화하였으며 6월 5일에는 서울 일정을 공개한 티저 이미지가 12일에는 월드 투어의 상세 일정이 공개되었다.
뒤이어 16일에 서울 콘서트의 상세 예매 일정이 공개되었으며 팬클럽 선행 예매는 23일, 일반 예매는 25일에 멜론티켓을 통해 진행되었다. 이후 팬클럽 선행 예매를 통해 양일간의 티켓량이 전석 매진되는 호응에 힘입어 22일의 일정이 추가되기에 이른다.

## 투어 일정
| 일정             | 도시         | 국가       | 장소                           | 관객 동원 |
| 아시아           | 아시아       | 아시아     | 아시아                         | 아시아    |
| ---------------- | ------------ | ---------- | ------------------------------ | --------- |
| 2025년 8월 22일  | 서울         | 대한민국   | 올림픽체조경기장               |           |
| 2025년 8월 23일  | 서울         | 대한민국   | 올림픽체조경기장               |           |
| 2025년 8월 24일  | 서울         | 대한민국   | 올림픽체조경기장               |           |
| 2025년 9월 5일   | 홍콩         | 홍콩       | 아시아 월드 아레나             |           |
| 2025년 9월 6일   | 홍콩         | 홍콩       | 아시아 월드 아레나             |           |
| 2025년 9월 13일  | 자카르타     | 인도네시아 | 인도네시아 컨벤션 전시장 5-6홀 |           |
| 2025년 10월 4일  | 마닐라       | 필리핀     | 몰 오브 아시아 아레나          |           |
| 북아메리카       |              |            |                                |           |
| 2025년 10월 12일 | 멕시코시티   | 멕시코     | 팔라시오 데 로스 데스포르테스  |           |
| 2025년 10월 14일 | 몬테레이     | 멕시코     | 오디토리오 바나맥스            |           |
| 남아메리카       |              |            |                                |           |
| 2025년 10월 16일 | 리마         | 페루       | 에스타디오 산 마크로스         |           |
| 2025년 10월 18일 | 산티아고     | 칠레       | 무비스타 아레나                |           |
| 아시아           |              |            |                                |           |
| 2025년 11월 15일 | 타이베이     | 대만       | 타이베이 돔                    |           |
| 2025년 11월 16일 | 타이베이     | 대만       | 타이베이 돔                    |           |
| 2025년 11월 29일 | 방콕         | 태국       | 임팩트 아레나 무앙 통 타니     |           |
| 2025년 11월 30일 | 방콕         | 태국       | 임팩트 아레나 무앙 통 타니     |           |
| 2025년 12월 13일 | 애지현       | 일본       | 아이치 스카이 엑스포 전시 홀 A |           |
| 2025년 12월 14일 | 애지현       | 일본       | 아이치 스카이 엑스포 전시 홀 A |           |
| 2026년 1월 3일   | 싱가포르     | 싱가포르   | 싱가포르 인도어 스타디움       |           |
| 2026년 1월 10일  | 마카오       | 마카오     | 갤럭시 아레나                  |           |
| 2026년 1월 11일  | 마카오       | 마카오     | 갤럭시 아레나                  |           |
| 2026년 1월 17일  | 쿠알라룸푸르 | 말레이시아 | 악시아타 아레나 부킷 자릴      |           |
| 2026년 1월 24일  | 가오슝       | 대만       | 가오슝 아레나                  |           |
| 2026년 3월 7일   | 기옥         | 일본       | 베루나 돔                      |           |
| 2026년 3월 8일   | 기옥         | 일본       | 베루나 돔                      |           |

## 세트 리스트
- 공연 후 기록 예정

## 제작
- 슈퍼주니어 (이특, 희철, 예성, 신동, 은혁, 시원, 동해, 려욱, 규현)
- 주최 : SM 엔터테인먼트
- 주관 : 드림메이커, 드림시큐리티